# Augustin Buzura
Augustin Buzura (n. 22 septembrie 1938, Berința, România – d. 10 iulie 2017, București, România) a fost un psihiatru, prozator și eseist român contemporan, autorul unor romane de succes și scenarii cinematografice. Din 1992 a fost membru titular al Academiei Române.

## Schiță biografică
Augustin Buzura a fost primul născut al soților Ilie și Ana (n. Micle) Buzura. A urmat cursurile preuniversitare la Liceul „Gheorghe Șincai” (în prezent, Colegiul Național „Gheorghe Șincai” din Baia Mare), absolvind liceul în anul 1955. A absolvit Facultatea de Medicină și Farmacie din Cluj (1958-1964). În anul 1963 s-a căsătorit cu Maria Olimpia, născută Cardos, absolventă a Facultății de Filologie de la Universitatea Babeș-Bolyai din Cluj-Napoca.
A renunțat la profesia de medic psihiatru și s-a dedicat literaturii.  Metodele psihiatrice de investigare a conștiinței umane se regăsesc în romanele sale.
Augustin Buzura a debutat în literatură cu nuvela Pământ, publicată în revista Tribuna (nr. 8 din 25 februarie 1960), apoi a apărut un volum de nuvele, intitulat Capul Bunei Speranțe (1963). A fost redactor la revista Tribuna din Cluj și apoi secretar general de redacție la aceeași revistă. Din 1990 a devenit președinte al Fundației Culturale Române, iar între 2003-2004 al Institutului Cultural Român. A fost director al revistei Cultura.

## Decorații
A fost decorat în 20 aprilie 1971 cu Ordinul Meritul Cultural clasa a III-a (1971) „pentru merite deosebite în opera de construire a socialismului, cu prilejul aniversării a 50 de ani de la constituirea Partidului Comunist Român”.
În anul 2000 a fost decorat cu Ordinul Național „Pentru Merit” în grad de mare cruce.

## Romane publicate
- Absenții, Editura Dacia, Cluj-Napoca, 1970
- Fețele tăcerii, Editura Cartea Românească, București, 1974
- Orgolii, Editura Dacia, Cluj-Napoca, 1977 - carte distinsă cu Premiul Academiei Române
- Vocile nopții (1980), Editura Cartea Românească, București, 1980
- Refugii (1984)
- Drumul cenușii (1988)
- Recviem pentru nebuni și bestii, Ed. Semne, București, 1999
- Raport asupra singurătății (2009)[8]
- Deceniul X, Ed Miinerva, B, 2013

## Romane traduse în limba franceză
- Chemin de cendres, tradus de Jean-Louis Courriol, Éditions Noirs sur Blanc, 1993
- Requiem pour salauds et fous, tradus de Marily Le Nir, Éditions Noirs sur Blanc, 2001

## Alte publicații
- Teroarea iluziei. Convorbiri cu Crisula Ștefănescu. Editura Polirom, București, 2004
- Canonul periferiei, ediție îngrijită de Angela Martin, Editura Limes, 2012 [9]
- Nici vii, nici morți, Editura RAO, 2013 [10]

## Studii monografice
- Romanele lui Augustin Buzura. O lectura metacritica- Sorina Sorescu, Editura Aius, 2014